# Boston-Marathon 1920
| 24. Boston-Marathon    | 24. Boston-Marathon           |
| ---------------------- | ----------------------------- |
| Stadt                  | Boston, Vereinigte Staaten    |
| Datum                  | 19. April 1920                |
| Distanz                | 37 – 38,5 Kilometer           |
| Sieger                 |                               |
| Männer                 | Peter Trivoulidas (2:29:31 h) |
| ← Boston-Marathon 1919 | Boston-Marathon 1921 →        |
| Website                | Offizielle Website            |

Der Boston-Marathon 1920 war die 24. Ausgabe der jährlich stattfindenden Laufveranstaltung in Boston, Vereinigte Staaten. Der Marathon fand am 19. April 1920 statt. Die Laufdistanz betrug zwischen 37 und 38,5 Kilometer.
Es gewann Peter Trivoulidas in 2:29:31 h.

## Ergebnis
| Platz | Athlet            | Land               | Zeit (h) |
| ----- | ----------------- | ------------------ | -------- |
| 01    | Peter Trivoulidas | Griechenland       | 2:29:31  |
| 02    | Arthur Roth       | Vereinigte Staaten | 2:30:31  |
| 03    | Carl Linder       | Vereinigte Staaten | 2:33:22  |
| 04    | William Wick      | Vereinigte Staaten | 2:34:37  |
| 05    | Eddie White       | Vereinigte Staaten | 2:36:10  |
| 06    | Robert Conboy     | Vereinigte Staaten | 2:37:34  |
| 07    | Frank Zuna        | Vereinigte Staaten | 2:39:34  |
| 08    | Clifton Mitchell  | Vereinigte Staaten | 2:41:43  |
| 09    | Juho Tuomikoski   | Finnland           | 2:43:06  |
| 10    | Runar Ohman       | Schweden           | 2:43:41  |